# Lepeophtheirus plotosi
Lepeophtheirus plotosi is een eenoogkreeftjessoort uit de familie van de Caligidae. De wetenschappelijke naam van de soort is voor het eerst geldig gepubliceerd in 1948 door Barnard.